# Jinbei Haise X30L
Jinbei Haise X30L (海狮X30L) — семиместный микроавтобус, выпускающийся китайской компанией Brilliance China Auto под брендом Jinbei.

## Описание
Выпущенный на той же платформе, что и Jinbei Haixing X30, Jinbei Haise X30L впервые был представлен в декабре 2015 года. В разное время автомобиль оснащался 1,3-литровым рядным четырёхцилиндровым бензиновым двигателем DLCG12 и 1,5-литровыми двигателями SWC15M и DLCG14, каждый из которых сочетался в паре с пятиступенчатой механической трансмиссией. Цены варьировались в диапазоне от 35000 до 46800 юаней.

## Jinbei Haise S
Jinbei Haise S является рестайлинговым вариантом Jinbei Haise X30L. Изменения коснулись радиаторной решётки. Автомобили оснащались двигателями объёмом 1,5—1,6 л, каждый из которых сочетался в паре с пятиступенчатой механической трансмиссией. Цены варьировались от 50800 до 56800 юаней.

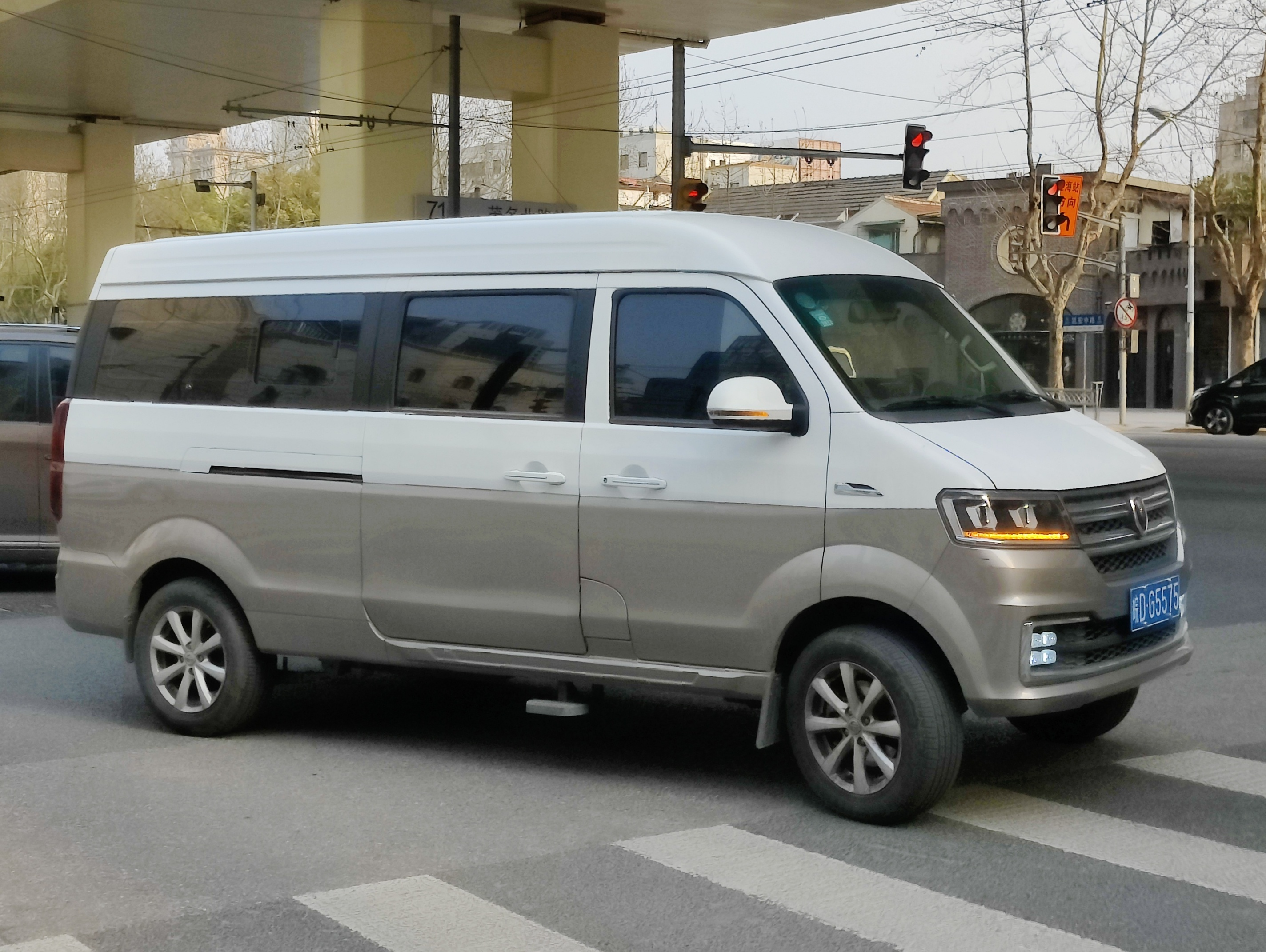
Вид спереди
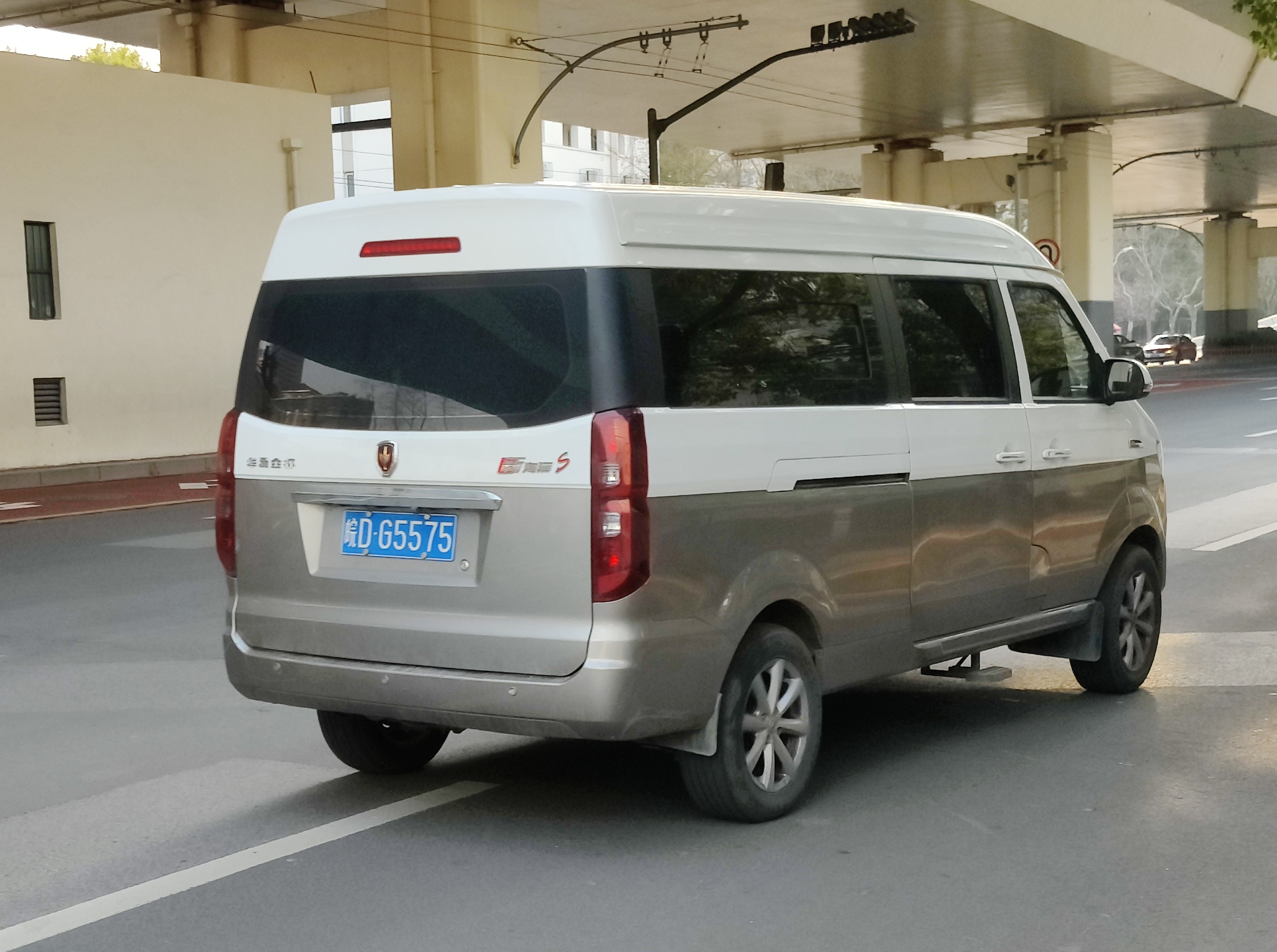
Вид сзади

## Фургоны
Haise X30L также стал прародителем фургонов Jinbei T30 (2 двери) и Jinbei T32 (4 двери). Автомобили повышенной грузоподъёмности получили индексы Jinbei T50 (2 двери) и Jinbei T52 (4 двери). В феврале 2023 года Jinbei S30 был переименован в Jinbei Jinka S2.

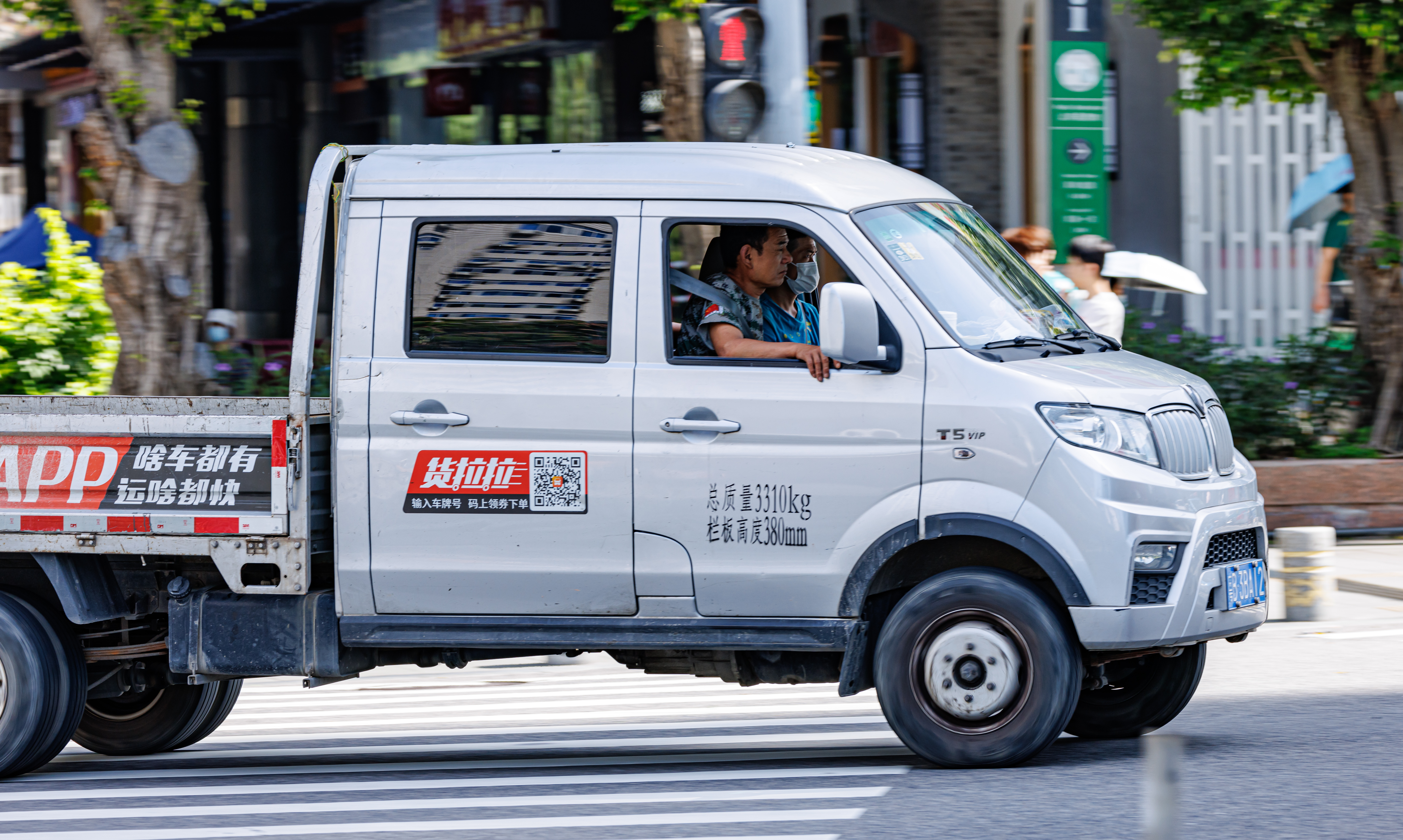
Jinbei T52

## SRM Shineray X30L/ SRM Shineray X30LEV/ SRM Shineray Haoyun No.1/ Hangtianshenzhou Automobiles DST Shenzhou No.5
SRM Shineray X30L является ребеджинговым вариантом Jinbei Haise X30L, а SRM Shineray X30LEV является электромобилем на базе SRM Shineray X30L. Версия электрического панельного фургона получила название SRM Shineray Haoyun No.1. SRM Shineray X30LEV оснащён аккумулятором ёмкостью 49,1 кВт·ч с запасом хода 305 км, в то время как запас хода SRM Shineray Haoyun No.1 составляет 285 км.

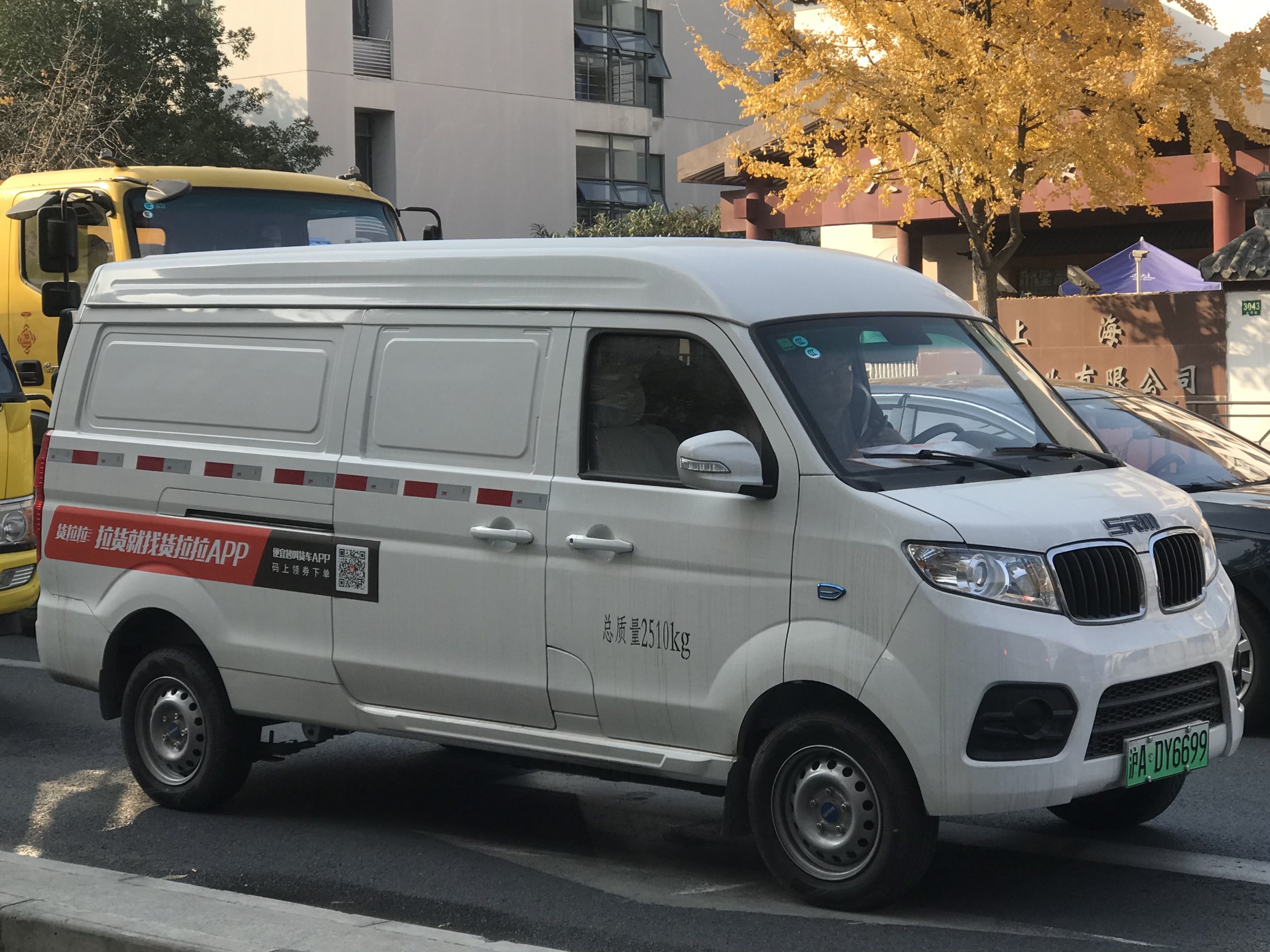
Вид спереди
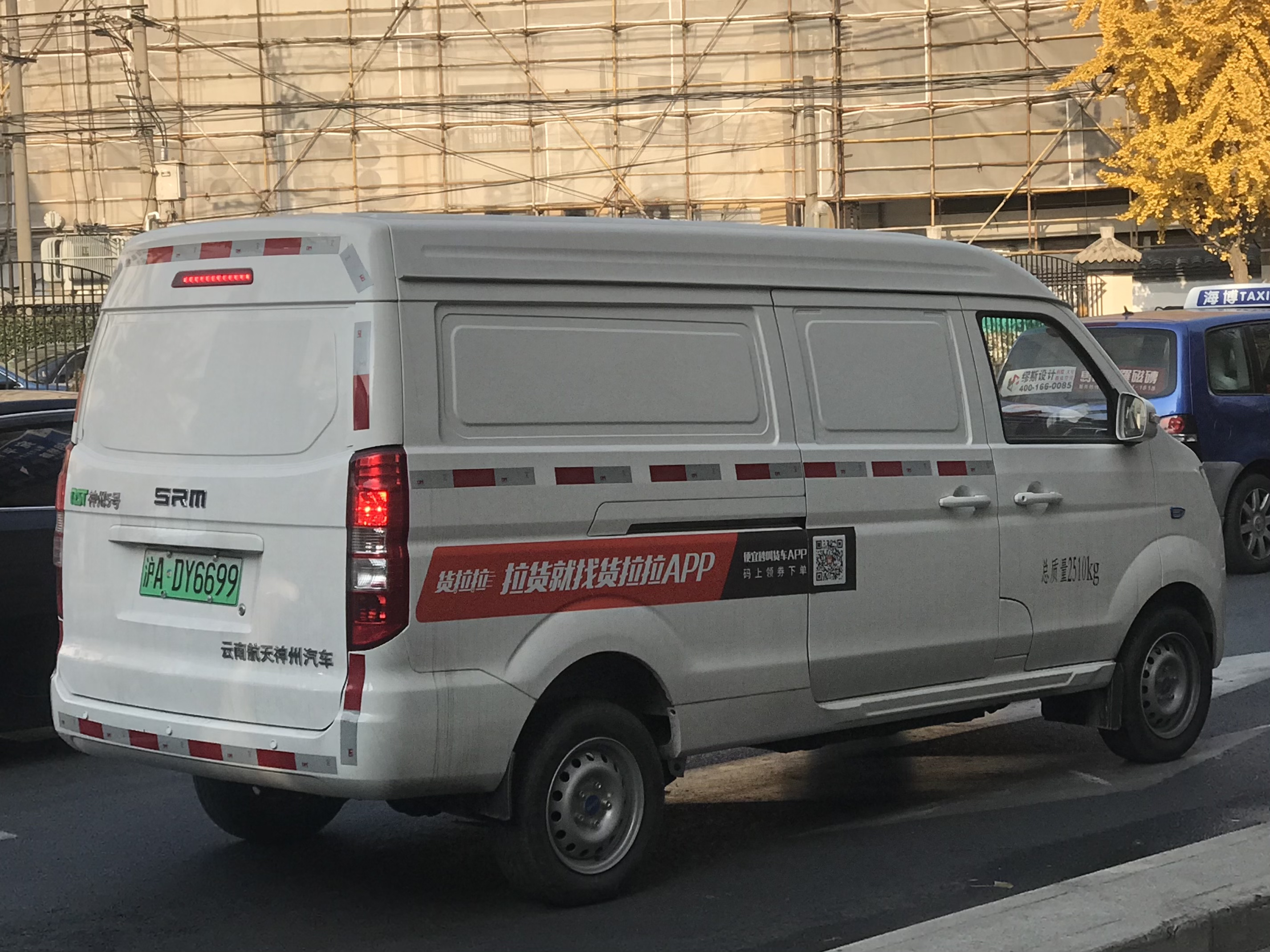
Вид сзади

DST Shenzhou No.5 (DST神州5号) производства Hangtianshenzhou Automobiles (航天神神汽州车) выпущен на базе SRM Shineray Haoyun No. 1. В движение автомобиль приводится электродвигателем мощностью 80 л. с. и крутящим моментом 220 Н·м с приводом на задние колёса. Ёмкость аккумулятора составляет 41,86 кВт·ч, а запас хода — 300 км.

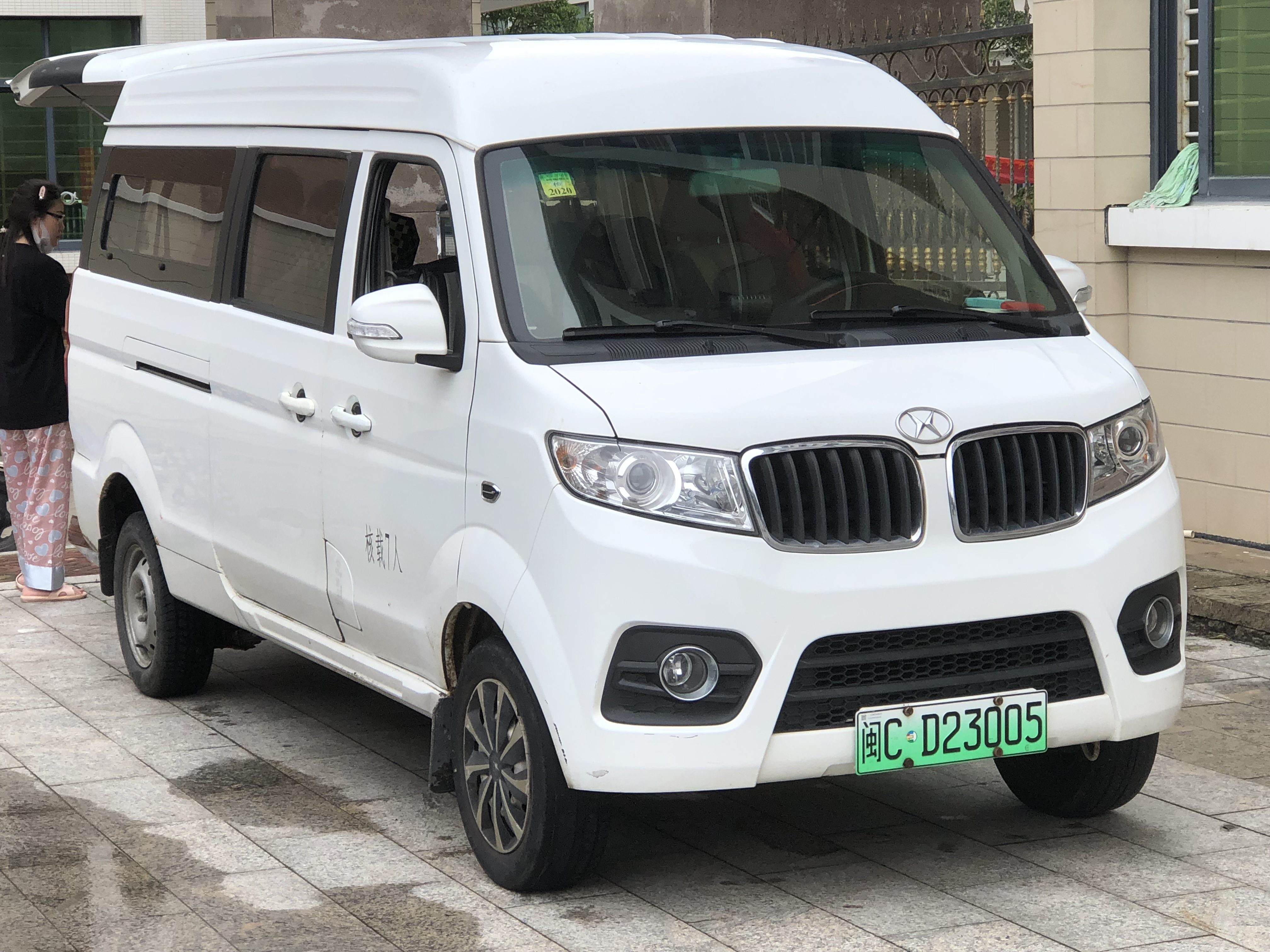
Вид спереди
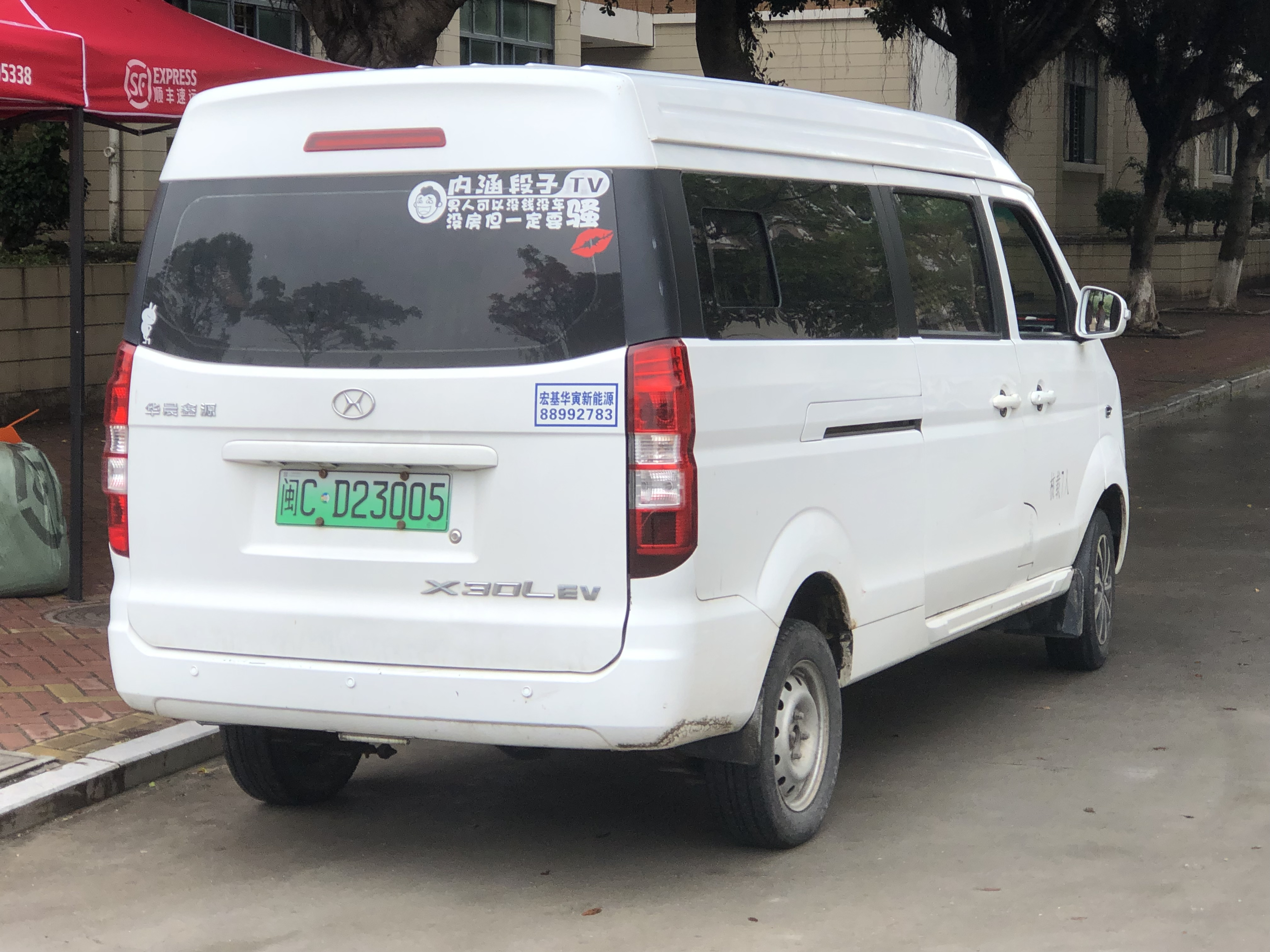
Вид сзади

## Dongfeng EM13
Dongfeng EM13 является электромобилем на базе Jinbei Haise X30L, выпуск которого начался в 2018 году. Автомобиль выпускается под названиями DFA5030XXYABEV и DFA5030XXYABEV1. Масса DFA5030XXYABEV составляет 1440 кг при вместимости в 2 человека, а масса DFA5030XXYABEVa составляет 860 кг при вместимости 2+3 человека. Электромобили оснащаются синхронными двигателями с постоянными магнитами мощностью 40/75 кВт и крутящим моментом 72/165 Н·м с запасом хода свыше 220 км.

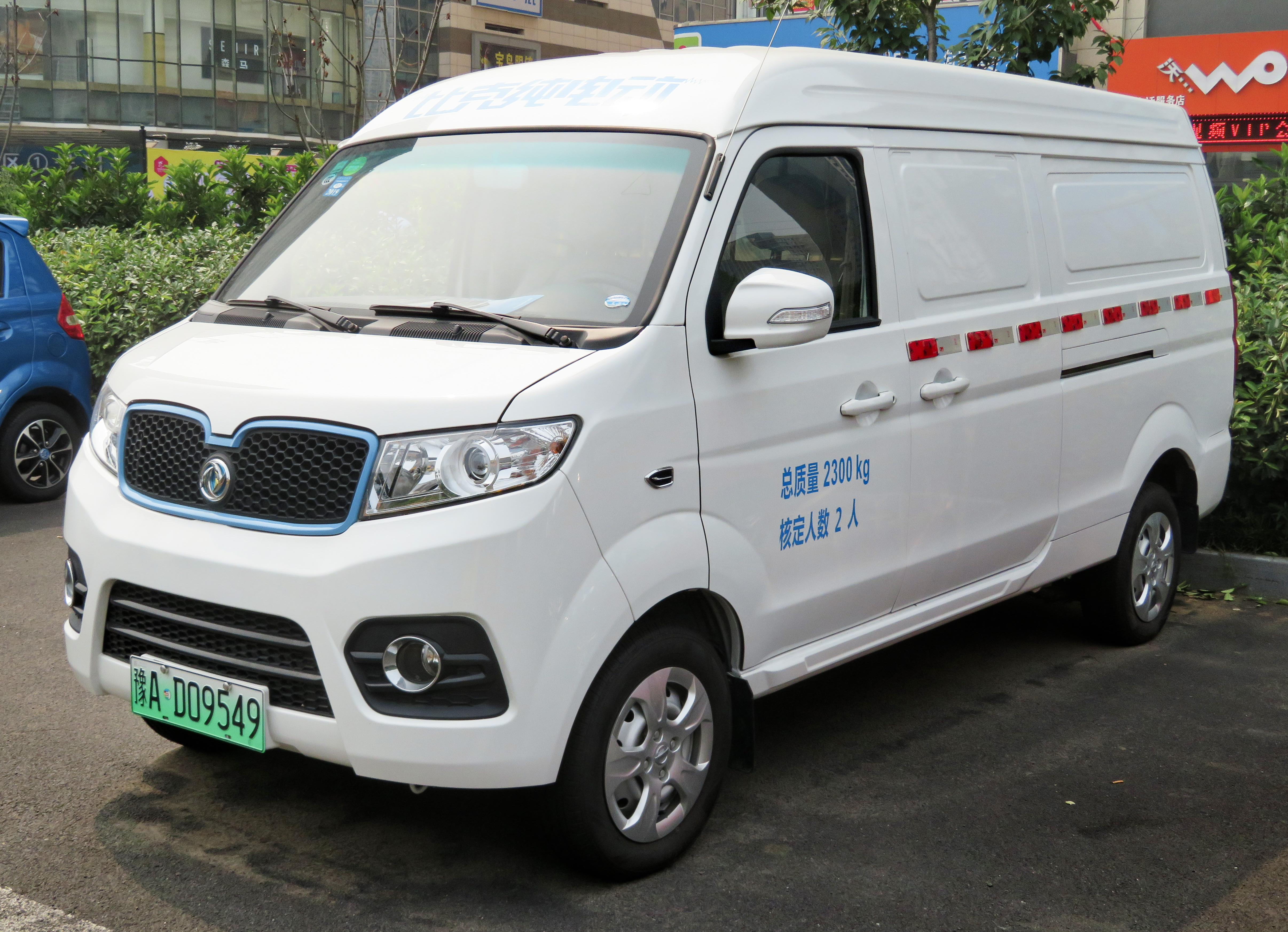
Вид спереди
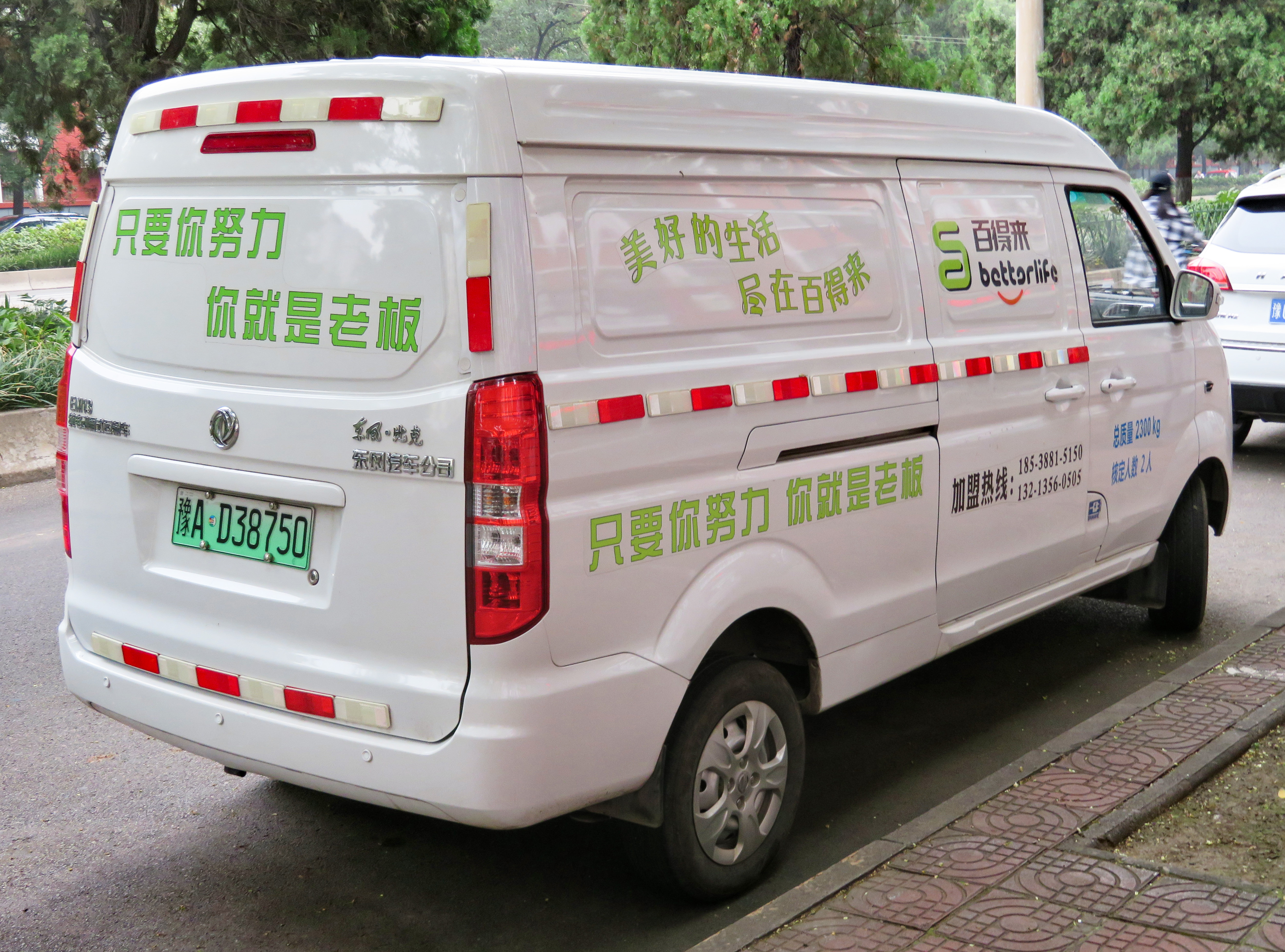
Вид сзади

## Farizon E5L
Farizon E5L выпускается подразделением Farizon компании Geely Automobile на базе X30L. В движение автомобиль приводится электродвигателем мощностью 60 кВт (82 л. с.) и крутящим моментом 220 Н·м с приводом на задние колёса. Максимальная скорость 90 км/ч, а двигатель питается от аккумулятора ёмкостью 41,86 кВт·ч компании CATL. Запас хода 280 км.

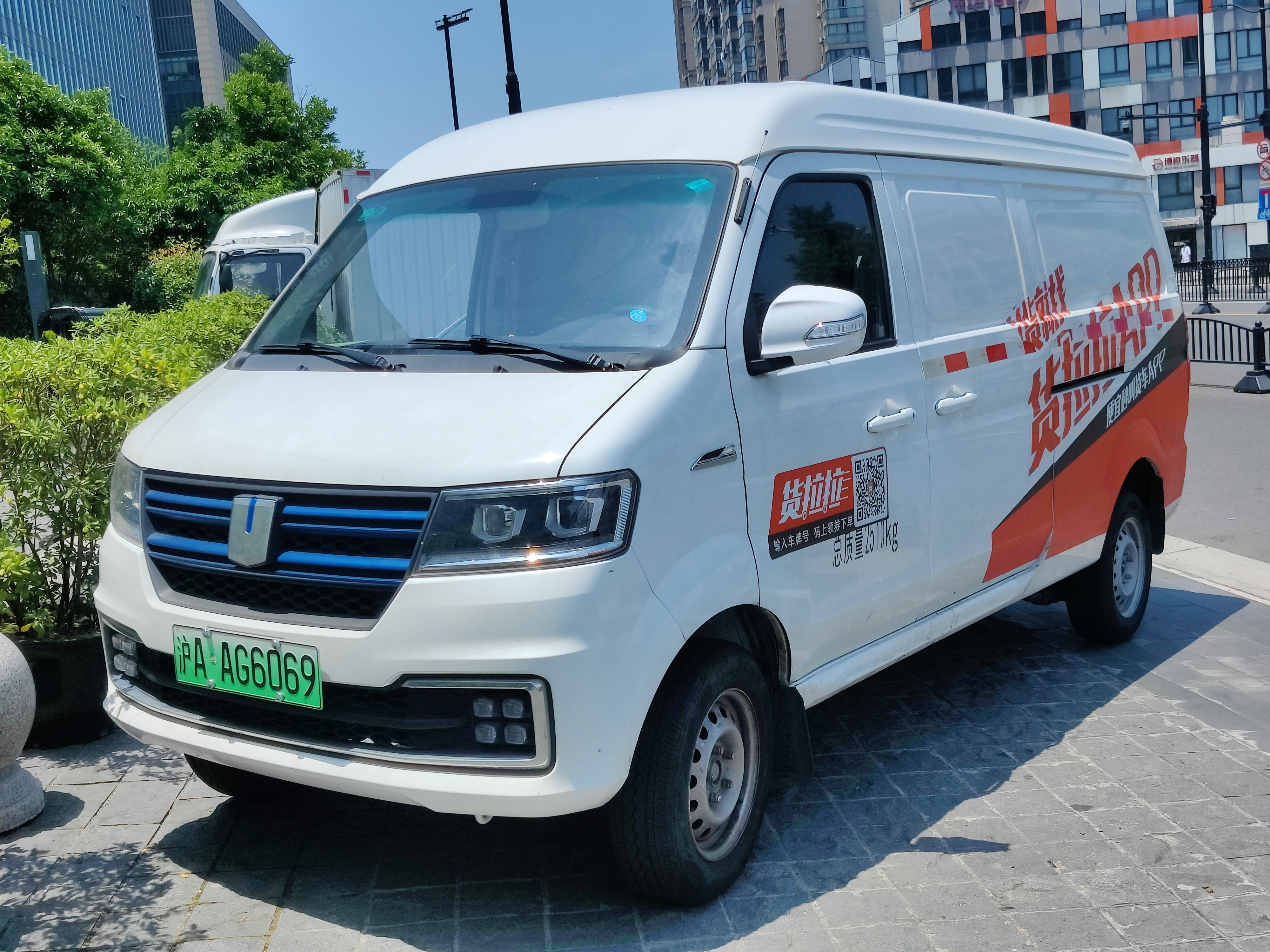
Вид спереди
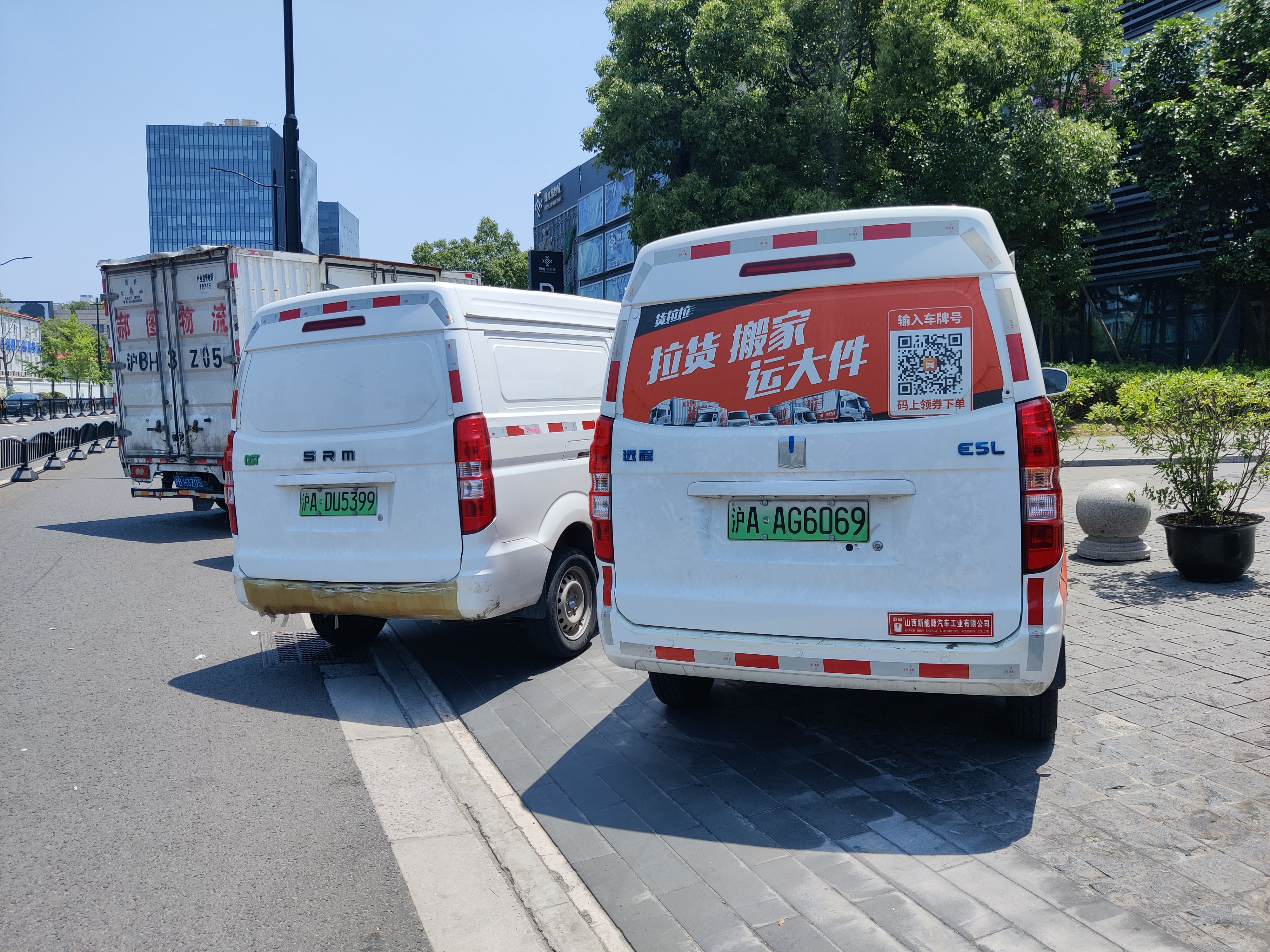
Вид сзади

## Ankai T3 и Ankai Kuaileyun
Ankai T3 и Ankai Kuaileyun (安凯快乐乐运) являются модернизацией электромобилей Haise X30L производства компании Ankai. Мощность электродвигателя составляет 60 кВт, а крутящий момент — 220 Н·м. Аккумуляторы поставляются компанией CATL, а запас хода составляет 290 км.

## Esemka Bima
SRM Shineray X30LEV продаётся в Индонезии под названием Bima EV, а Jinbei T30 — под названием Bima 1.3. Дебют состоялся в 2023 году.

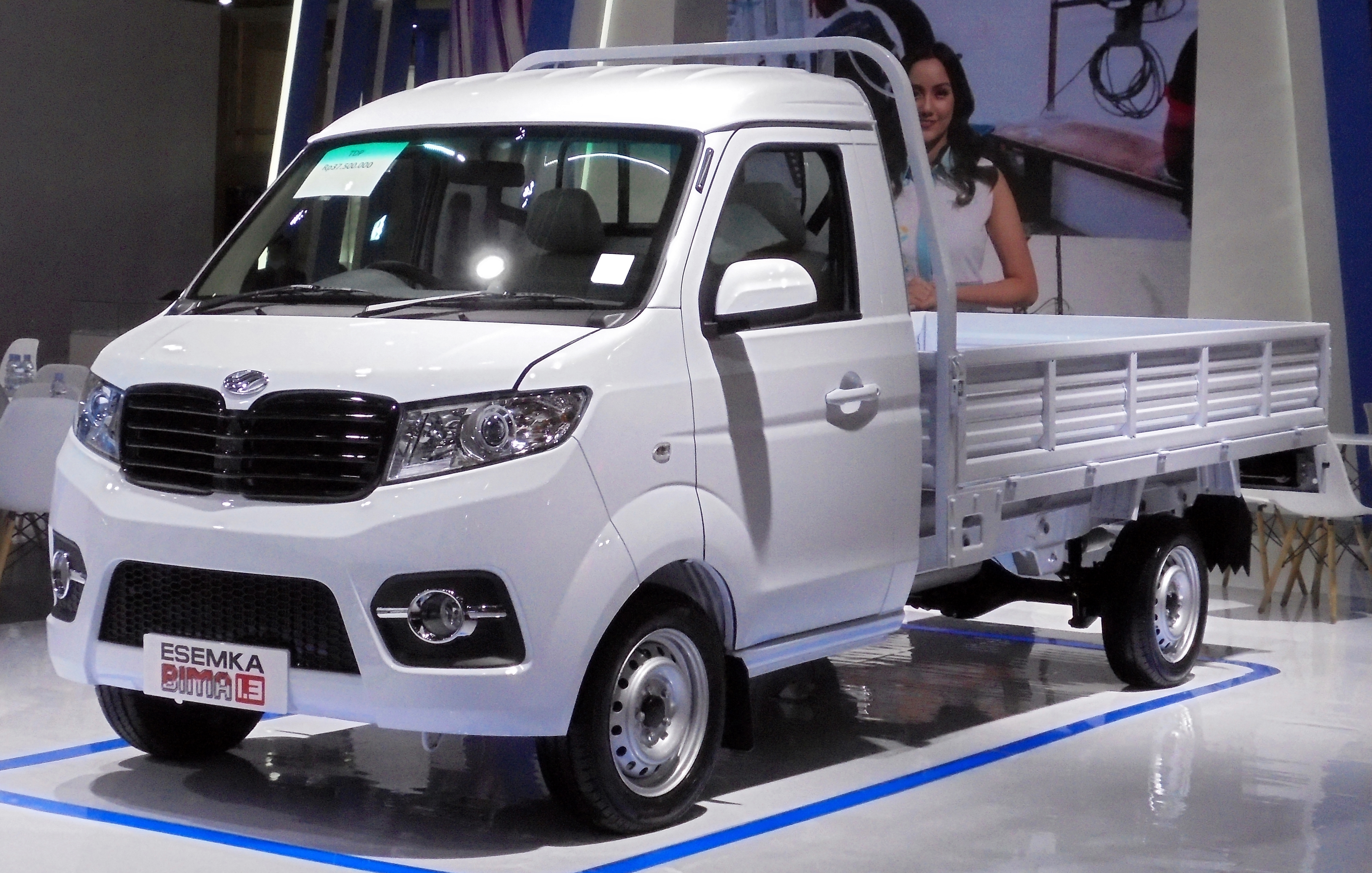
Esemka Bima 1.3